# 林和西駅
林和西駅（りんわにし-えき）は、中華人民共和国広東省広州市天河区に位置する広州地下鉄の駅である。

## 利用可能な鉄道路線
広州地下鉄
■3号線
■APM線

## 駅構造
3号線は島式ホーム1面2線の地下駅。
APM線頭端式ホーム1面2線の地下駅。
| 中二階                                                                    | ■APM線                                       | APM線サービスセンター、駅警備室                                                 | APM線サービスセンター、駅警備室                                                 | APM線サービスセンター、駅警備室                                                 |
| 地下1階                                                                   | 北コンコース ■3号線                          | 改札口、自動券売機、サービスセンター、セキュリティ                              | 改札口、自動券売機、サービスセンター、セキュリティ                              | 改札口、自動券売機、サービスセンター、セキュリティ                              |
|                                                                           | 自由通路                                     | 南北コンコースを連絡（改札外）                                                  | 南北コンコースを連絡（改札外）                                                  | 南北コンコースを連絡（改札外）                                                  |
|                                                                           | 南コンコース ■3号線                          | 改札口、自動券売機、3号線サービスセンター、駅商店、フライト情報板、セキュリティ | 改札口、自動券売機、3号線サービスセンター、駅商店、フライト情報板、セキュリティ | 改札口、自動券売機、3号線サービスセンター、駅商店、フライト情報板、セキュリティ |
|                                                                           | 自由通路                                     | 南コンコースと西コンコースを連絡（改札外）                                      | 南コンコースと西コンコースを連絡（改札外）                                      | 南コンコースと西コンコースを連絡（改札外）                                      |
|                                                                           | 西コンコース ■APM線 自動券売機、セキュリティ | 3番線                                                                           | APM線 体育中心南へ（広州塔方面）                                                |                                                                                 |
| \| 島式ホーム、 \| 右側の扉が開く \| \| 島式ホーム、 \| 左側の扉が開く \| | 西コンコース ■APM線 自動券売機、セキュリティ |                                                                                 |                                                                                 |                                                                                 |
| 4番線                                                                     | 西コンコース ■APM線 自動券売機、セキュリティ | APM線 体育中心南へ（広州塔方面）                                                |                                                                                 |                                                                                 |
| 地下2階                                                                   |                                              | 2番線                                                                           | 3号線 広州東駅へ（機場北方面）                                                  |                                                                                 |
| 地下2階                                                                   | 島式ホーム、右側の扉が開く                   |                                                                                 |                                                                                 |                                                                                 |
| 地下2階                                                                   |                                              | 1番線                                                                           | 3号線 体育西路へ（海傍方面）                                                    |                                                                                 |
| 島式ホーム、                                                              | 右側の扉が開く                               |                                                                                 |                                                                                 |                                                                                 |
| 島式ホーム、                                                              | 左側の扉が開く                               |                                                                                 |                                                                                 |                                                                                 |

## 駅周辺
当駅は天河北路と林和西路が交差する交差点の真下に位置する。
- CITICプラザ(中信広場)
- 広州国際貿易中心
- 広州市長大厦
- 大都会広場
- 中誠広場
- 城建大厦
- 天河大厦
- 薈雅苑

## 歴史
- 2005年12月26日 - 開業。

## 隣の駅
広州地下鉄
■3号線
広州東駅 318 - 林和西駅 317 - 体育西路駅 311
■APM線
林和西駅 APM09 - 体育中心南駅 APM08